# Păulești (Călărași)
Păuleşti è un comune della Moldavia situato nel distretto di Călărași di 1.015 abitanti al censimento del 2004